# Melinda Dillon
Melinda Rose Dillon (Hope, Arkansas; 13 de octubre de 1939-Los Ángeles, California; 9 de enero de 2023) fue una actriz estadounidense, conocida por sus papeles en Close Encounters of the Third Kind y A Christmas Story.

## Primeros años y vida
Dillon nació en Hope, Arkansas, Estados Unidos. Hija de Norine E. y WS Dillon, quien era miembro del ejército estadounidense. Estudió en la Hyde Park Career Academy, Chicago.
Aunque más conocida por sus actuaciones de reparto en películas, Dillon comenzó su carrera como comediante de improvisación y actriz de teatro. Participó en el estreno estadounidense dentro de Broadway de Who's Afraid of Virginia Woolf? del dramaturgo Edward Albee, en 1962, una interpretación por la que recibió el premio Tony a la mejor actriz en una obra, en 1963; y también apareció en You Know I Can't Hear You When the Water's Running y Paul Sills' Story Theatre
La primera película de la actriz fue The April Fools en 1969. Fue nominada en 1977 a un Óscar a la mejor actriz de reparto por el papel de una joven madre cuyo hijo es secuestrado por los extraterrestres en Close Encounters of the Third Kind, película escrita y dirigida por Steven Spielberg; y tuvo un papel sin acreditar en el corto The Muppet Movie. Poco después apareció semi-desnuda con Paul Newman en el clásico de la comedia Slap Shot. Cuatro años más tarde volvió a ser nominada al Óscar a la mejor actriz de reparto por su interpretación en 1981, en Absence of Malice, nuevamente frente a Paul Newman. En 1969 apareció en el episodio de la 1.ª temporada de Bonanza "Lote A Lawman no es un final feliz".
Como comediante, Dillon es quizás más conocida por su papel como la madre compasiva de Ralphie y Randy en la película, A Christmas Story, de 1983, dirigida por Bob Clark. La película se basa en una serie de cuentos y novelas escritas por Jean Shepherd, y sigue a Ralphie Parker joven (interpretado por Peter Billingsley) en su búsqueda de una pistola de balines de Santa Claus. 
Cinco años más tarde apareció junto a John Lithgow en una comedia sobre el Pie grande, llamada Harry and the Hendersons. Dillon se mantuvo activa en el mundo cinematográfico a lo largo de la década de 1990, interpretando pequeños papeles en el drama de Barbra Streisand The Prince of Tides, presupuestado por Lou Diamond Phillips; y en el drama How to Make an American Quilt. 
En 2005 apareció como actriz invitada en el episodio de Law & Order: Special Victims Unit titulado "Blood".

## Premios y nominaciones
Premios Óscar
| Año  | Categoría               | Película                      | Resultado |
| ---- | ----------------------- | ----------------------------- | --------- |
| 1978 | Mejor actriz de reparto | Encuentros en la tercera fase | Nominada  |
| 1982 | Mejor actriz de reparto | Ausencia de malicia           | Nominada  |